# Campeonato Europeu Júnior de Atletismo de 1981
O Campeonato Europeu Júnior de Atletismo de 1981 foi a 6ª edição da competição de atletismo organizada pela Associação Europeia de Atletismo para atletas com menos de vinte anos, classificados como Júnior. O evento foi realizado no Atletiekbaan Overvecht em Utrecht nos Países Baixos, entre 20 e 23 de agosto de 1981.  

## Resultados
Esses foram os resultados do campeonato. 

### Masculino
| Evento                       | Ouro                                                                                         | Ouro     | Prata                                                                                        | Prata    | Bronze                                                                             | Bronze   |
| ---------------------------- | -------------------------------------------------------------------------------------------- | -------- | -------------------------------------------------------------------------------------------- | -------- | ---------------------------------------------------------------------------------- | -------- |
| 100 m                        | Thomas Schröder · Alemanha Oriental                                                          | 10.14    | Rolf Kistner · Alemanha Ocidental                                                            | 10.33    | Pierfrancesco Pavoni · Itália                                                      | 10.39    |
| 200 m                        | Thomas Schröder · Alemanha Oriental                                                          | 20.69    | Sergey Sokolov · União Soviética                                                             | 20.79    | Kimmo Saaristo · Finlândia                                                         | 20.83    |
| 400 m                        | Todd Bennett · Reino Unido                                                                   | 47.18    | Jens Carlowitz · Alemanha Oriental                                                           | 47.40    | Jörg Vaihinger · Alemanha Ocidental                                                | 47.48    |
| 800 m                        | József Bereczki · Hungria                                                                    | 1:46.17  | István Szalai · Hungria                                                                      | 1:46.94  | Christopher Mcgeorge · Reino Unido                                                 | 1:47.43  |
| 1.500 m                      | Steffen Ohme · Alemanha Oriental                                                             | 3:44.24  | Didier Poirier · França                                                                      | 3:44.49  | Anatoliy Legeda · União Soviética                                                  | 3:44.66  |
| 3.000 m                      | Rainer Wachenbrunner · Alemanha Oriental                                                     | 7:57.18  | Frank Heine · Alemanha Oriental                                                              | 7:59.05  | Jean-Pierre N'dayisenga · Bélgica                                                  | 8:01.30  |
| 5.000 m                      | Gábor Szabó · Hungria                                                                        | 13:56.42 | Salvatore Antibo · Itália                                                                    | 14:03.73 | Axel Krippschock · Alemanha Oriental                                               | 14:05.02 |
| 110 m com barreiras          | Holger Pohland · Alemanha Oriental                                                           | 13.80    | Andreas Oschkenat · Alemanha Oriental                                                        | 13.85    | Viktor Batrachenko · União Soviética                                               | 14.10    |
| 400 m com barreiras          | Krassimir Demirev · Bulgária                                                                 | 50.45    | Olivier Gui · França                                                                         | 50.63    | Hans-Jürgen Ende · Alemanha Oriental                                               | 50.75    |
| 2.000 m com obstáculo        | Paul Davies-Hale · Reino Unido                                                               | 5:31.12  | Gilbert Jüchert · Alemanha Oriental                                                          | 5:38.02  | Lev Glinskikh · União Soviética                                                    | 5:38.61  |
| 10 km marcha atlética        | Ralf Kowalski · Alemanha Oriental                                                            | 39:56.23 | Aleksandr Potashov · União Soviética                                                         | 41:39.35 | Viktor Mostovik · União Soviética                                                  | 41:46.56 |
| Revezamento 4 x 100 metros   | Alemanha Oriental · Karsten Weller · Steffen Bringmann · Andreas Oschkenat · Thomas Schröder | 39.88    | União Soviética · Sergey Polishchuk · Sergey Sokolov · Aleksandr Sivchenko · Ivan Svyatnenko | 40.21    | Finlândia · Juha Pyy · Jouni Törrönen · Ilari Jauro · Kimmo Saaristo               | 40.58    |
| Revezamento 4 x 400 metros   | Alemanha Oriental · Uwe Preusche · Frank Löper · Eckard Trylus · Jens Carlowitz              | 3:04.58  | Reino Unido · John Weston · Eugene Gilkes · Paul Dunn · Todd Bennett                         | 3:07.49  | Alemanha Ocidental · Markus Söhnge · Matthias Kaulin · Heiko Emde · Jörg Vaihinger | 3:07.91  |
| Salto em altura              | Krzysztof Krawczyk · Polónia                                                                 | 2.26 m   | William Motti · França                                                                       | 2.19 m   | Oleg Azizmuradov · União Soviética                                                 | 2.19 m   |
| Salto com vara               | Frantisek Jansa · Tchecoslováquia                                                            | 5.35 m   | Pierre Quinon · França                                                                       | 5.30 m   | Olaf Kasten · Alemanha Oriental                                                    | 5.25 m   |
| Salto em distância           | André Reichelt · Alemanha Oriental                                                           | 7.76 m   | Sergey Rodin · União Soviética                                                               | 7.73 m   | Andreas Zwanzig · Alemanha Oriental                                                | 7.70 m   |
| Salto triplo                 | Sergey Akhvlediani · União Soviética                                                         | 16.76 m  | Aleksandr Leonov · União Soviética                                                           | 16.54 m  | Michael Makin · Reino Unido                                                        | 15.95 m  |
| Arremesso de peso (6 kg)     | Andreas Horn · Alemanha Oriental                                                             | 18.71 m  | Ulf Timmermann · Alemanha Oriental                                                           | 18.45 m  | Karsten Stolz · Alemanha Ocidental                                                 | 17.77 m  |
| Arremesso de disco (1,75 kg) | Kamen Dimitrov · Bulgária                                                                    | 56.62 m  | Thomas Christel · Alemanha Oriental                                                          | 56.12 m  | Erik de Bruin · Países Baixos                                                      | 55.88 m  |
| Lançamento de martelo        | Christoph Sahner · Alemanha Ocidental                                                        | 68.92 m  | Sergey Dorozhon · União Soviética                                                            | 68.48 m  | Vyacheslav Korovin · União Soviética                                               | 68.36 m  |
| Arremesso de dardo (6 kg)    | Uwe Hohn · Alemanha Oriental                                                                 | 86.56 m  | Roald Bradstock · Reino Unido                                                                | 79.18 m  | Fabio Michielon · Itália                                                           | 75.26 m  |
| Decatlo                      | Mikhail Romanyuk · União Soviética                                                           | 7918 pts | Torsten Voss · Alemanha Oriental                                                             | 7912 pts | Sven Reintak · União Soviética                                                     | 7497 pts |

### Feminino
| Evento                       | Ouro                                                                                    | Ouro     | Prata                                                                                          | Prata    | Bronze                                                                                 | Bronze   |
| ---------------------------- | --------------------------------------------------------------------------------------- | -------- | ---------------------------------------------------------------------------------------------- | -------- | -------------------------------------------------------------------------------------- | -------- |
| 100 m                        | Katrin Böhme · Alemanha Oriental                                                        | 11.33    | Shirley Thomas · Reino Unido                                                                   | 11.43    | Carola Beuster · Alemanha Oriental                                                     | 11.50    |
| 200 m                        | Sabine Rieger · Alemanha Oriental                                                       | 22.91    | Valentina Bozhina · União Soviética                                                            | 23.13    | Carola Beuster · Alemanha Oriental                                                     | 23.31    |
| 400 m                        | Irina Zhdanova · União Soviética                                                        | 53.21    | Heike Bohne · Alemanha Oriental                                                                | 53.54    | Linsey MacDonald · Reino Unido                                                         | 54.24    |
| 800 m                        | Ines Vogelgesang · Alemanha Oriental                                                    | 2:02.65  | Anna Rybicka · Polónia                                                                         | 2:03.83  | Lyubov Kiryukhina · União Soviética                                                    | 2:04.33  |
| 1.500 m                      | Betty Van Steenbroeck · Bélgica                                                         | 4:15.75  | Melena Malykhina · União Soviética                                                             | 4:17.31  | Kirsti Voldnes · Noruega                                                               | 4:18.72  |
| 3.000 m                      | Lyudmila Sudak · União Soviética                                                        | 8:58.30  | Birgit Mauer · Alemanha Oriental                                                               | 9:20.01  | Uta Möckel · Alemanha Oriental                                                         | 9:22.00  |
| 100 m com barreiras          | Katrin Böhme · Alemanha Oriental                                                        | 13.20    | Gloria Kovarik · Alemanha Oriental                                                             | 13.27    | Anne Piquereau · França                                                                | 13.76    |
| 400 m com barreiras          | Sylvia Kirschner · Alemanha Oriental                                                    | 56.41    | Anita Lauvensteins · União Soviética                                                           | 56.93    | Margarita Ponomaryova · União Soviética                                                | 57.45    |
| Revezamento 4 x 100 metros   | Alemanha Oriental · Silke Gladisch · Sabine Rieger · Kathrin Böhme · Carola Beuster     | 43.77    | França · Véronique Ponchot · Marie-Christine Cazier · Laurence Bily · Marie-France Loval       | 44.61    | Alemanha Ocidental · Andrea Niggemann · Anne Griese · Andrea Hannemann · Andrea Bersch | 45.11    |
| Revezamento 4 x 400 metros   | Alemanha Oriental · Cornelia Feuerbach · Carola Witzel · Ines Vogelgesang · Heike Bohne | 3:30.39  | União Soviética · Irina Zakharova · Lyubov Kiryukhina · Margarita Ponomaryova · Irina Zhdanova | 3:31.41  | Alemanha Ocidental · Anne Griese · Sylvia Nagel · Kirsten Fuhrken · Silke Kondziella   | 3:36.90  |
| Salto em altura              | Andrea Breder · Alemanha Ocidental                                                      | 1.90 m   | Alessandra Fossati · Itália                                                                    | 1.88 m   | Larissa Kossytsina · União Soviética                                                   | 1.86 m   |
| Salto em distância           | Heike Daute · Alemanha Oriental                                                         | 7.02 m   | Yelena Lugovaya · União Soviética                                                              | 6.43 m   | Joyce Oladapo · Reino Unido                                                            | 6.36 m   |
| Arremesso de peso (6 kg)     | Konstanze Simm · Alemanha Oriental                                                      | 17.21 m  | Gabriele Reinsch · Alemanha Oriental                                                           | 17.03 m  | Svetla Mitkova · Bulgária                                                              | 16.50 m  |
| Arremesso de disco (1,75 kg) | Diana Sachse · Alemanha Oriental                                                        | 57.30 m  | Svetla Mitkova · Bulgária                                                                      | 55.60 m  | Larisa Mikhalchenko · União Soviética                                                  | 53.38 m  |
| Lançamento de dardo          | Antoaneta Todorova · Bulgária                                                           | 64.12 m  | Antje Kempe · Alemanha Oriental                                                                | 60.60 m  | Karin Bergdahl · Suécia                                                                | 58.40 m  |
| Heptatlo                     | Anke Tröger · Alemanha Oriental                                                         | 6032 pts | Ilona Dietze · Alemanha Oriental                                                               | 5991 pts | Tatyana Stoycheva · Bulgária                                                           | 5764 pts |

## Quadro de medalhas
| Ordem | País               | Medalha de ouro | Medalha de prata | Medalha de bronze | Total |
| ----- | ------------------ | --------------- | ---------------- | ----------------- | ----- |
| 1     | Alemanha Oriental  | 22              | 14               | 6                 | 42    |
| 2     | União Soviética    | 4               | 11               | 11                | 26    |
| 3     | Bulgária           | 3               | 0                | 2                 | 5     |
| 4     | Reino Unido        | 2               | 2                | 4                 | 8     |
| 5     | Alemanha Ocidental | 2               | 1                | 5                 | 8     |
| 6     | Hungria            | 2               | 1                | 0                 | 3     |
| 7     | Polónia            | 1               | 1                | 0                 | 2     |
| 8     | Bélgica            | 1               | 0                | 1                 | 2     |
| 9     | Tchecoslováquia    | 1               | 0                | 0                 | 1     |
| 10    | França             | 0               | 5                | 1                 | 6     |
| 11    | Itália             | 0               | 2                | 2                 | 4     |
| 12    | Finlândia          | 0               | 0                | 2                 | 2     |
| 13=   | Países Baixos      | 0               | 0                | 1                 | 1     |
| 13=   | Noruega            | 0               | 0                | 1                 | 1     |
| 13=   | Suécia             | 0               | 0                | 1                 | 1     |